# Otto Christman
Otto Lorne Christman (Normanby, 20 febbraio 1880 – Orillia, 26 settembre 1963) è stato un calciatore canadese, di ruolo centrocampista.
Nel 1904 fece parte della squadra del Galt che conquistò la medaglia d'oro nel torneo di calcio dei Giochi della III Olimpiade. Nel torneo olimpico giocò soltanto la seconda partita.